# Yves Saint Laurent (pel·lícula)
Yves Saint Laurent és una pel·lícula dramàtica biogràfica francesa del 2014 dirigida per Jalil Lespert i coescrita amb Jacques Fieschi, Jérémie Guez i Marie-Pierre Huster. La pel·lícula està basada en la vida d'Yves Saint Laurent des de 1958. És protagonitzada per Pierre Niney, Guillaume Gallienne, Charlotte Le Bon, Laura Smet, Marie de Villepin, Xavier Lafitte i Nikolai Kinski. S'ha doblat i subtitulat al català central, i també al valencià per À Punt.
La pel·lícula va obrir la secció Panorama Especial del 64è Festival Internacional de Cinema de Berlín al renovat Zoo Palast, amb la presència del director, el repartiment i de Pierre Bergé. La pel·lícula va rebre set nominacions als 40ns premis César, i va guanyar el premi al millor actor per a Pierre Niney.